# Sarah Flower Adams
Sarah Fuller Flower Adams (Old Harlow, Essex, 22 de febrero de 1805-Londres, 14 de agosto de 1848) poetisa inglesa autora de varios conocidos himnos religiosos como Más cerca, oh Dios, de Ti.

## Biografía
Sarah Fuller Flower era hija del editor Benjamin Flower y hermana de Eliza Flower. 
En 1834 Sarah se casó con el ingeniero William Bridges Adams y se fueron a vivir a Loughton. Murió de tuberculosis con 43 años y fue enterrada en Harlow en 1848.